# Качесов, Олег Викторович
Олег Викторович Качесов (род. 20 ноября 1965, Барнаул) — советский и российский хоккеист, защитник. Мастер спорта России (1992). Функционер.

## Биография
Хоккеем начал заниматься с 11 лет в барнаульском «Моторе», тренер Анатолий Бирюков, до этого занимался фигурным катанием. Начинал играть нападающим, но после дебюта в 16 лет за «Барнаул» в 1982 году во второй лиге стал играть в защите из-за нехватки игроков. По ходу сезона 1987/88 в рамках прохождения армейской службы перешёл в СКА Новосибирск, с которым вышел в первую лигу. Сезон 1990/91 отыграл в «Сибири», летом 1991 года по приглашению Леонида Киселева, под руководством которого работал в «Моторе», перешёл в омский «Авангард». В сезоне 1994/95 перешёл в тюменский «Рубин». В сезоне 1998/99 провёл два матча за «Авангард-ВДВ».
Работал завучем в ДЮСШ «Авангард» и ДЮСШ «Сибирь», директором ДЮСШ «Газовик» Тюмень, методистом отделения хоккея в СДЮСАШОР А. В. Кожевникова. Заместитель директора по спортивной подготовке и учебно-методической работе школы хабаровского «Амура».
Сыновья Дмитрий (род. 1987) и Олег (род. 2000) также играли в хоккей.